# 엑토르 스카로네
엑토르 페드로 스카로네 베레타(스페인어: Héctor Pedro Scarone Beretta; 1898년 11월 26일, 몬테비데오 ~ 1967년 4월 4일, 몬테비데오)는 우루과이의 전 축구 선수로, 포지션은 인사이드 라이트였다.
현역 시절 세계 최고로 손꼽혔던 선수로, 공을 다루는 솜씨가 특출해 마법사(El Mago)라는 별칭이 붙었다.

## 클럽 경력
클럽 무대에서, 스카로네는 나시오날에서 대부분 현역 생활을 보내며 21번의 공식 대회 우승을 거두었다. 그는 369번의 공식 경기에서 301골을 기록했다. 스카로네는 나시오날 시절 기록을 세웠는데, 그는 20년 동안 구단과 동행했다. 그는 163골로 우루과이 프리메라 디비시온 역대 최다 득점 3위이며, 301골을 넣은 아틸리오 가르시아에 이어 구단 역대 최다 득점 2위이다.
스카로네는 15세 때 불과 1.7m에 불과한 왜소한 체격과 가냘픈 다리 때문에 입단이 거절되기도 했다. 그리고, 1년 뒤에는 다시 입단 요청을 수락받아서야 2군에 들 수 있었다. 결국 스카로네는 2군 경기 5번 출전하고 나서 1군으로 승격되어 자신의 실력을 입증했다.
나시오날 외에도, 스카로네는 스페인의 바르셀로나와 이탈리아의 인테르나치오날레와 팔레르모에서 활약했다. 그의 형은 또다른 나시오날의 전설 카를로스 스카로네이다.

## 국가대표팀 경력
그는 1917년, 1923년, 1924년, 그리고 1926년에 4차례 남미 선수권 대회를 우승했고, 하계 올림픽에서도 월드컵 출범 전에 세계 선수권 대회의 권위가 있던 1924년과 1928년에 금메달을 두 번 목에 걸었다.
19세에, 그는 1917년 남미 선수권 대회에 참가하여 아르헨티나를 상대로 결승전이자 본인의 4번째 국가대표팀 경기를 치렀고, 결승골을 넣어 우승을 견인했다.
스카로네는 1930년 월드컵 우승을 끝으로 현역에서 은퇴했는데, 그는 총 52번의 경기에서 31골을 기록했는데,(이 중 21골은 비공식 경기에서 기록) 그의 득점 기록은 디에고 포를란이 2011년에 경신하기 전까지 국가대표팀 역대 최다 득점 기록이었다.

### 국가대표팀 득점 기록
아래의 점수에서 왼쪽이 우루과이의 점수이다.
| #   | 날짜             | 경기장                                                          | 상대                                                                             | 점수 | 결과 | 대회                                         |
| --- | ---------------- | --------------------------------------------------------------- | -------------------------------------------------------------------------------- | ---- | ---- | -------------------------------------------- |
| 1.  | 1917년 10월 7일  | 우루과이 몬테비데오 파르케 페레이라                             | 브라질                                                                           | 1–0  | 4–0  | 1917년 남미 선수권 대회                      |
| 2.  | 1917년 10월 14일 | 우루과이 몬테비데오 파르케 페레이라                             | 아르헨티나                                                                       | 1–0  | 1–0  | 1917년 남미 선수권 대회                      |
| 3.  | 1918년 7월 28일  | 우루과이 몬테비데오 파르케 페레이라                             | 아르헨티나                                                                       | 1–0  | 3–1  | 1918년 코파 프레미오 오노르 우루과요         |
| 4.  | 1919년 5월 13일  | 브라질 히우 지 자네이루 이스타지우 다스 라랑제이라스            | 아르헨티나                                                                       | 2–0  | 3–2  | 1919년 남미 선수권 대회                      |
| 5.  | 1919년 7월 18일  | 우루과이 몬테비데오 파르케 페레이라                             | 아르헨티나                                                                       | 1–0  | 4–1  | 1919년 코파 프레미오 오노르 우루과요         |
| 6.  | 1919년 7월 18일  | 우루과이 몬테비데오 파르케 페레이라                             | 아르헨티나                                                                       | 3–0  | 4–1  | 1919년 코파 프레미오 오노르 우루과요         |
| 7.  | 1919년 9월 17일  | 아르헨티나 부에노스 아이레스 에스타디오 힘나시아 이 에스그리마  | 아르헨티나                                                                       | 1–0  | 2–1  | 1919년 코파 리프톤                           |
| 8.  | 1919년 9월 17일  | 아르헨티나 부에노스 아이레스 에스타디오 힘나시아 이 에스그리마  | 아르헨티나                                                                       | 2–0  | 2–1  | 1919년 코파 리프톤                           |
| 9.  | 1919년 12월 7일  | 우루과이 몬테비데오 파르케 페레이라                             | 아르헨티나                                                                       | 3–1  | 4–2  | 1919년 트로페오 시르쿨라르                   |
| 10. | 1920년 7월 18일  | 우루과이 몬테비데오 에스타디오 그란 파르케 센트랄               | 아르헨티나                                                                       | 1–0  | 2–0  | 1920년 코파 프레미오 오노르 우루과요         |
| 11. | 1923년 11월 4일  | 우루과이 몬테비데오 에스타디오 그란 파르케 센트랄               | 파라과이                                                                         | 1–0  | 2–0  | 1923년 남미 선수권 대회                      |
| 12. | 1924년 5월 26일  | 프랑스 콜롱브 이브-뒤-마누아르                                  | 유고슬라비아 왕국                                                                | 2–0  | 7–0  | 1924년 하계 올림픽                           |
| 13. | 1924년 5월 29일  | 프랑스 파리 스타드 베르제이르                                   | 미국                                                                             | 2–0  | 3–0  | 1924년 하계 올림픽                           |
| 14. | 1924년 6월 1일   | 프랑스 콜롱브 이브-뒤-마누아르                                  | [[파일:{{{국기그림-1794}}}\|22x20px\|border \|프랑스\|링크=프랑스]] 프랑스       | 1–0  | 5–1  | 1924년 하계 올림픽                           |
| 15. | 1924년 6월 1일   | 프랑스 콜롱브 이브-뒤-마누아르                                  | [[파일:{{{국기그림-1794}}}\|22x20px\|border \|프랑스\|링크=프랑스]] 프랑스       | 2–1  | 5–1  | 1924년 하계 올림픽                           |
| 16. | 1924년 6월 6일   | 프랑스 콜롱브 이브-뒤-마누아르                                  | 네덜란드                                                                         | 2–1  | 2–1  | 1924년 하계 올림픽                           |
| 17. | 1926년 10월 17일 | 칠레 산티아고 에스타디오 스포르트 데 뉴뇨아                     | 칠레                                                                             | 3–0  | 3–1  | 1923년 남미 선수권 대회                      |
| 18. | 1926년 10월 28일 | 칠레 산티아고 에스타디오 스포르트 데 뉴뇨아                     | 볼리비아                                                                         | 1–0  | 6–0  | 1923년 남미 선수권 대회                      |
| 19. | 1926년 10월 28일 | 칠레 산티아고 에스타디오 스포르트 데 뉴뇨아                     | 볼리비아                                                                         | 2–0  | 6–0  | 1923년 남미 선수권 대회                      |
| 20. | 1926년 10월 28일 | 칠레 산티아고 에스타디오 스포르트 데 뉴뇨아                     | 볼리비아                                                                         | 3–0  | 6–0  | 1923년 남미 선수권 대회                      |
| 21. | 1926년 10월 28일 | 칠레 산티아고 에스타디오 스포르트 데 뉴뇨아                     | 볼리비아                                                                         | 4–0  | 6–0  | 1923년 남미 선수권 대회                      |
| 22. | 1926년 10월 28일 | 칠레 산티아고 에스타디오 스포르트 데 뉴뇨아                     | 볼리비아                                                                         | 6–0  | 6–0  | 1923년 남미 선수권 대회                      |
| 23. | 1927년 8월 29일  | 아르헨티나 부에노스 아이레스 에스타디오 미니스트로 브린 이 셍겔 | 아르헨티나                                                                       | 1–0  | 1–0  | 1927년 코파 리프톤                           |
| 24. | 1927년 11월 6일  | 페루 리마 에스타디오 나시오날                                   | 볼리비아                                                                         | 9–0  | 9–0  | 1927년 남미 선수권 대회                      |
| 25. | 1927년 11월 20일 | 페루 리마 에스타디오 나시오날                                   | 아르헨티나                                                                       | 1–0  | 2–3  | 1927년 남미 선수권 대회                      |
| 26. | 1927년 11월 20일 | 페루 리마 에스타디오 나시오날                                   | 아르헨티나                                                                       | 2–2  | 2–3  | 1927년 남미 선수권 대회                      |
| 27. | 1927년 12월 10일 | 칠레 비냐 델 마르                                               | 칠레                                                                             | 3–2  | 3–2  | 친선경기                                     |
| 28. | 1928년 5월 30일  | 네덜란드 암스테르담 올림픽 경기장                               | 네덜란드                                                                         | 1–0  | 2–0  | 1928년 하계 올림픽                           |
| 29. | 1928년 6월 7일   | 네덜란드 암스테르담 올림픽 경기장                               | [[파일:{{{국기그림-1861}}}\|22x20px\|border \|이탈리아\|링크=이탈리아]] 이탈리아 | 3–1  | 3–2  | 1928년 하계 올림픽                           |
| 30. | 1928년 6월 13일  | 네덜란드 암스테르담 올림픽 경기장                               | 아르헨티나                                                                       | 2–1  | 2–1  | 1928년 하계 올림픽 축구 금메달 결정전 재경기 |
| 31. | 1930년 7월 21일  | 우루과이 몬테비데오 에스타디오 센테나리오                       | 루마니아                                                                         | 2–0  | 4–0  | 1930년 월드컵                                |

## 수상

#### 나시오날
- 우루과이 프리메라 디비시온: 1916, 1917, 1919, 1920, 1922, 1923, 1924, 1934
- 코파 오노르 : 1916, 1917
- 코파 콤페텐시아 : 1919, 1921, 1923
- 코파 알다오 : 1916, 1919, 1920

#### 바르셀로나
- 코파 델 레이 : 1926

#### 우루과이
- 월드컵: 1930
- 코파 아메리카 : 1917, 1923, 1924, 1926
- 하계 올림픽 금메달: 1924, 1928

## 감독 경력과 말년
은퇴 후, 스카로네는 축구 감독이 되었다. 그는 미요나리오스의 창단 이래 제2대 감독으로 아마추어 시절이었던 1947년부터 1948년까지 감독직을 역임했다. 그는 1950년대에 나시오날과 레알 마드리드의 감독직을 역임했다. 1967년, 스카로네는 68세로 몬테비데오에서 영면에 들었다.
| “ | 우리는 젊고, 강하고, 하나였습니다... 우리는 불멸이라고 생각했었죠. | ” |